# Martin Friedland (Komponist)
Martin Friedland (* 9. Dezember 1881 in Stargard in Pommern; † 14. Mai 1940 in Rotterdam) war ein deutscher Komponist und Musikschriftsteller.
Friedland stammte aus einer wohlhabenden jüdischen Familie. Er war ein Sohn des Fabrikanten Bernhard Friedland und hatte noch drei jüngere Geschwister. Als er zwei Jahre alt war, zog die Familie nach Stettin, etwas später nach Berlin. Seit seinem achten Lebensjahr erhielt er Unterricht im Violinspiel. Nach dem Ende der Schulzeit versuchte er vergeblich in die Violinklasse von Joseph Joachim aufgenommen zu werden.  Er orientierte sich neu und studierte ab 1902 am Stern’schen Konservatorium Musiktheorie und Komposition. Seine Lehrer waren Max Julius Loewengard und Philipp Rüfer. 1903 wechselte er mit denselben Fächern als Meisterschüler von Friedrich Gernsheim an die Königliche Hochschule für Musik ebenfalls in Berlin. Er komponierte  in dieser Zeit Kammermusik, Lieder, Orchester- und Chorwerke.
Nach erfolgreichem Abschluss bekam Friedland 1908 eine Anstellung als Dozent für Musiktheorie am Konservatorium in Hagen. Dort blieb er bis 1922; in diesem Jahr ging er nach Berlin und wurde dort Musikreferent an der Allgemeinen Musik-Zeitung. 1926 wechselte er zum Kölner Tageblatt und entwickelte sich zu einem der führenden Musik- und Theaterkritiker. Parallel dazu blieb er bis 1933 freier Mitarbeiter (Musikkorrespondent) der Frankfurter Zeitung und des Berliner Tageblatts, bevor er wegen seiner nichtarischen Herkunft entlassen wurde. Danach schrieb er Artikel für die Kulturbundzeitung der jüdischen Gemeinde in Köln.
In Berlin hatte Friedland an der Universität ein Promotionsstudium begonnen und beendete dieses 1930 an der Universität zu Köln mit dem Titel „Dr. phil.“
Martin Friedland emigrierte 1938 mit seiner Frau in die Niederlande. Er kam 1940 beim deutschen Luftangriff auf Rotterdam ums Leben.
Erstmals seit 1933 wurde eine Komposition Martin Friedlands 2005 in der Pfarrkirche St. Laurentius in Bergisch Gladbach öffentlich aufgeführt.

## Werke (Auswahl)
Neben seinen Büchern und Zeitungsartikeln komponierte Friedland auch Verschiedenes für Chöre und Orchester.
- Das Konzertbuch. Verlag Muth, Stuttgart 1931 (zusammen mit Paul Schwers)

1. Sinfonische Werke.
2. Instrumental-Solokonzerte.

- Zeitstil und Persönlichkeitsstil in den Variationswerken der musikalischen Romantik. Kraus-Reprint, Nendeln 1976 (Nachdruck der Dissertation, Universität Köln 1930).